# Ragdelin
Ragdelin, Riqdalin o Sidi Bin Zinah (in arabo: رقدالين) è una città della Libia situata nel distretto di al-Nuqat al-Khams, in Tripolitania.